# Robert Gribbroek
Robert Gribbroek (* 16. März 1906 in Rochester, New York; † 13. Oktober 1971 in Taos, New Mexico) war ein US-amerikanischer Maler, Illustrator und Art Director. Bekannt wurde er vor allem durch sein Engagement in der Transcendental Painting Group, einer Künstlervereinigung, die sich der abstrakten und gegenstandslosen Malerei verschrieben hatte.

## Leben
Robert Gribbroek  wuchs in Rochester auf und studierte Kunst am Rochester Institute of Technology und an der Pennsylvania Academy of Fine Arts. In den 1930er Jahren vertiefte er seine Ausbildung an der University of New Mexico in Taos und bei Emil Bisttram an der Taos School of Art. Außerdem studierte er an der Art Students League of New York bei Morris Kantor (1896–1974) und Kimon Nicolaides (1891–1938) sowie am Art Center in Los Angeles bei Donald Graham.
Bereits in den frühen 1930er-Jahren war Robert Gribbroek als Artdirector tätig, zunächst für die Hutchins Advertising Company in Rochester und später als für das Rochester Museum and Science Center. Ab 1929 reiste er regelmäßig nach New Mexico, wo er zeitweise am Isleta Pueblo lebte und Künstler wie William Lumpkins und Brooks Willis (1903–1981) kennenlernte.
1936 zog Robert Gribbroek nach Taos und begann bei Emil Bisttram zu studieren, der ihn mit anderen Künstlern wie Horace Towner Pierce und Florence Miller Pierce bekannt machte. Diese Begegnungen führten zu seiner Beteiligung an der Gründung der Transcendental Painting Group (TPG), einer bahnbrechenden Künstlergemeinschaft in New Mexico, die sich der Abstraktion und der Erforschung spiritueller Inhalte widmete. Zwischen 1939 und 1940 unterrichtete Robert Gribbroek Kunst in Amarillo, Texas, kehrte jedoch 1940 nach Taos zurück, um an den Ausstellungen der TPG teilzunehmen. Zeitgenössische Kritiker lobten seine Werke vor allem für ihre Präzision und den Umgang mit geometrischen Formen.

## Karriere in der Filmindustrie
In den 1940er Jahren arbeitete Robert Gribbroek  als technischer Illustrator für Douglas Aircraft in Los Angeles und später für die Disney-Studios. Er verbrachte 18 Jahre bei Warner Brothers in Hollywood, wo er Hintergründe für bekannte Looney-Tunes-Figuren wie Tweety und Sylvester und Roadrunner entwarf. Einige Quellen schreiben ihm die Mitbegründung der Looney-Tunes-Cartoons zu.
Neben seiner Arbeit in Hollywood blieb Robert Gribbroek der Kunstszene in New Mexico verbunden. Er stellte regelmäßig im Museum of Fine Arts in Santa Fe und in der Blue Door Art Gallery in Taos aus. 1953 wurde er Mitglied der Taos Art Association. Zwischen 1965 und 1970 lebte er in Spanien, wo er in Fernsehwerbungen und Filmen auftrat. 1970 kehrte er nach Taos zurück, wo er im folgenden Jahr verstarb.
Robert Gribbroek wird sowohl für seinen Beitrag zur amerikanischen abstrakten Kunst als auch für seine Arbeit in der Filmindustrie geschätzt. Sein vielseitiges Werk spiegelt seine Fähigkeit wider, verschiedene Kunstformen zu verbinden und innovative Ansätze zu entwickeln.